# Trevifontein

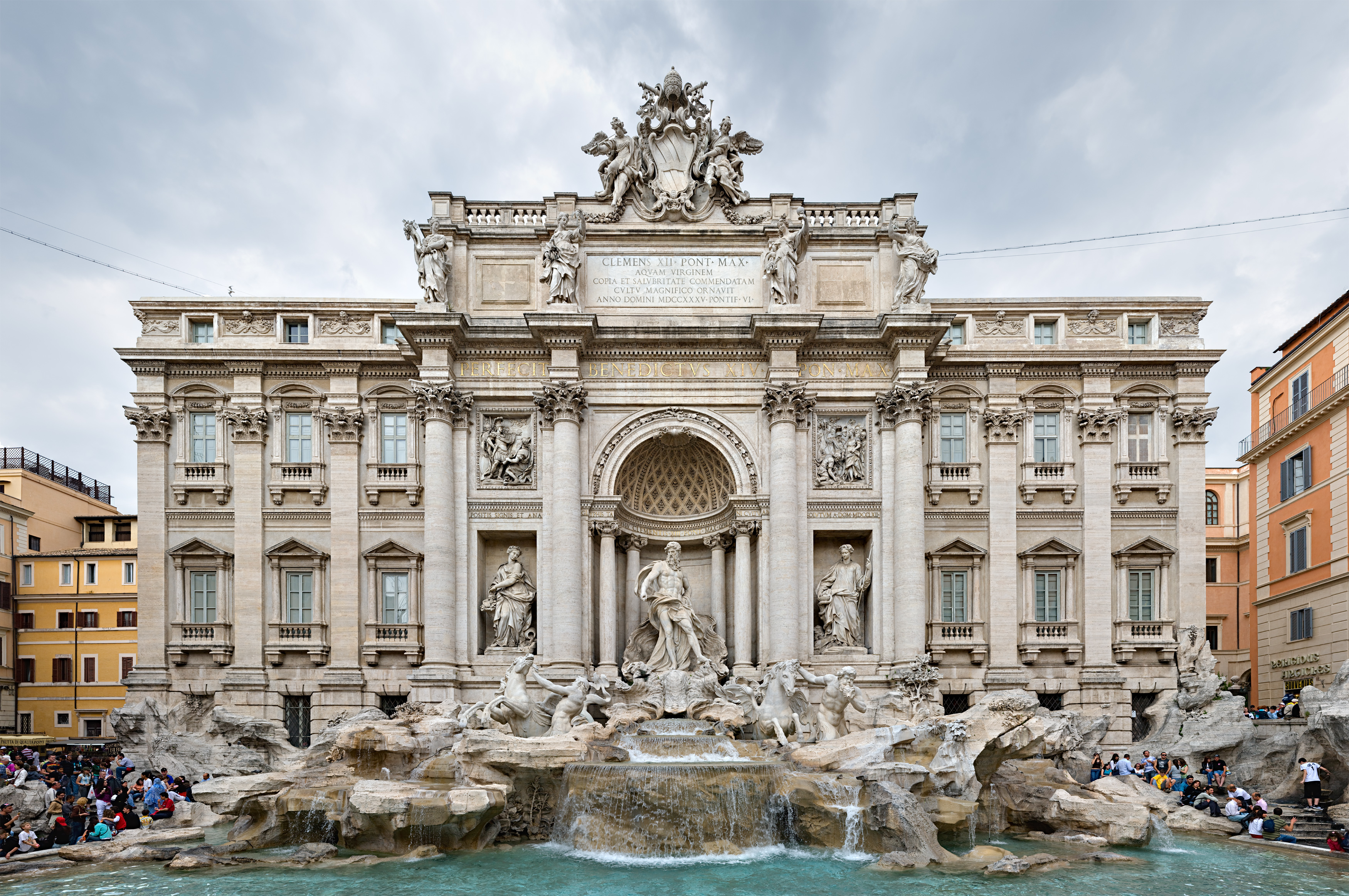
Trevifontein

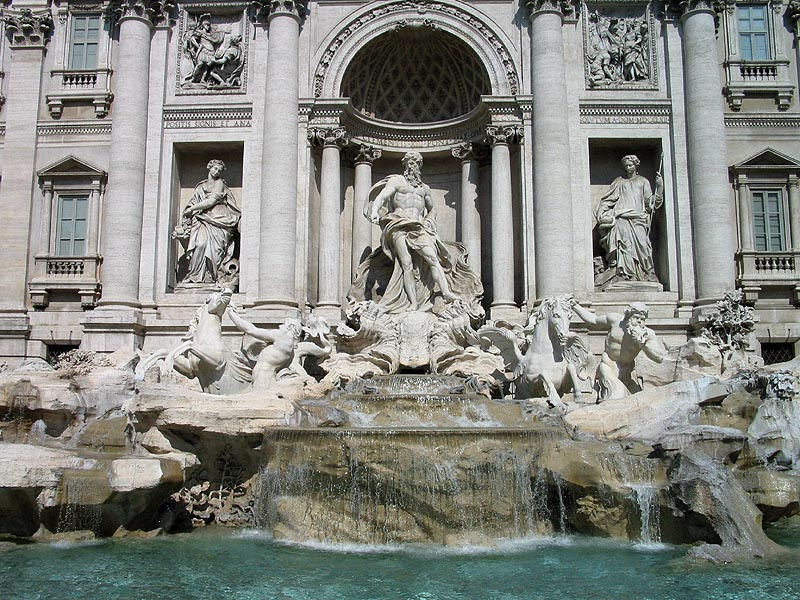
Close-up

De Trevifontein (Italiaans: Fontana di Trevi) is de grootste en bekendste fontein van Rome.
De fontein is circa 26 meter hoog en ongeveer 22 meter breed. Zij is gelegen aan een pleintje, het Piazza di Trevi. De fontein is gebouwd in opdracht van paus Clemens XII. Ze is getekend door Bernini en ruim 50 jaar later gebouwd door de architect Nicola Salvi, in de stijl van de late barok. De bouw duurde van 1732 tot 1762. De fontein is tegen de achtergevel van het Palazzo Poli gebouwd. In het keizerrijk was het de gewoonte om een monument op te richten op plaatsen waar water vanuit nieuwe bronnen Rome binnenkwam.
De naam Trevi komt van de woorden tre vie (drie wegen). Vroeger kwamen er namelijk drie wegen uit op het plein van de fontein.
Het thema van het bouwwerk is de oceaan met majestueuze zeegod Oceanus op een schelpvormige strijdwagen die door gevleugelde paarden en jonge zeegoden (tritons) naar de oceaan wordt getrokken. Het ene paard is rustig, het andere steigert. Dit symboliseert de twee gezichten van de zee. In twee nissen staan links en rechts de uitbeeldingen van Overvloed en Gezondheid. Het reliëf bovenaan rechts toont een jongedame die een waterbron aanwijst aan soldaten. Daarmee wordt verwezen naar de legende die de naam verklaart van de waterleiding Aqua Virgo (in het Italiaans: Acqua Vergine) die de Trevifontein en talrijke andere fonteinen in het historische centrum van Rome voedt.

## De legende
Wanneer men met de rug naar de fontein staat, de ogen sluit, aan Rome denkt en met de rechterhand over de linkerschouder een muntje in het water gooit, zal men ooit terugkeren naar Rome. Het werpen van twee muntjes zou de gooier in staat stellen zijn geliefde te ontmoeten in de 'Eeuwige stad'. Drie muntjes gooien zou leiden tot een huwelijk of scheiding. 
De munten worden er door de gemeente Rome uitgehaald en besteed aan goede doelen. In 2016 werd 1,4 miljoen euro uit de fontein gevist. Eind 2024 werd een voorlopige bezoekerslimiet ingevoerd van 400 bezoekers per keer.

## Films
De fontein is het decor geweest van diverse films, onder andere Roman Holiday, Three Coins in the Fountain, La dolce vita, When in Rome, The Lizzie McGuire Movie, Angels & Demons en The Man from U.N.C.L.E..